# Championnats du monde de course en ligne de canoë-kayak de 2019
Navigation
Édition précédente Édition suivante
Les championnats du monde de course en ligne de canoë-kayak de 2019, quarante-cinquième édition des championnats du monde de course en ligne de canoë-kayak, ont eu lieu du 21 au 25 août 2019 à Szeged, en Hongrie.

## Médaillés

### Hommes

#### Canoë
| Épreuve    | Or                                                             | Or       | Argent                                                              | Argent   | Bronze                                                                     | Bronze   |
| ---------- | -------------------------------------------------------------- | -------- | ------------------------------------------------------------------- | -------- | -------------------------------------------------------------------------- | -------- |
| C–1 200 m  | Henrikas Žustautas (LTU)                                       | 39.36    | Artsem Kozyr (BLR)                                                  | 40.08    | Zaza Nadiradze (GEO)                                                       | 40.24    |
| C–1 500 m  | Sebastian Brendel (GER)                                        | 1:53.59  | Angel Kodinov (BUL)                                                 | 1:54.49  | Oleg Tarnovschi (MDA)                                                      | 1:54.94  |
| C–1 1000 m | Isaquias Queiroz (BRA)                                         | 3:59.23  | Tomasz Kaczor (POL)                                                 | 4:00.92  | Adrien Bart (FRA)                                                          | 4:01.55  |
| C–1 5000 m | Sebastian Brendel (GER)                                        | 22:15.86 | Balázs Adolf (HUN)                                                  | 22:19.15 | Fernando Jorge (CUB)                                                       | 22:30.46 |
| C–2 200 m  | Espagne Alberto Pedrero Pablo Graña                            | 36.06    | Pologne Michał Łubniewski Arsen Śliwiński                           | 36.18    | Ouzbékistan Artur Guliev Elyorjon Mamadaliev                               | 36.42    |
| C–2 500 m  | Chine Li Qiang Xing Song                                       | 1:37.33  | Hongrie Jonatán Hajdu Ádám Fekete                                   | 1:38.41  | Espagne Sete Benavides Antoni Segura                                       | 1:38.97  |
| C–2 1000 m | Chine Liu Hao Wang Hao                                         | 3:40.55  | Cuba Serguey Torres Fernando Jorge                                  | 3:41.46  | Brésil Erlon Silva Isaquias Queiroz                                        | 3:44.34  |
| C–4 500 m  | Russie Ivan Shtyl Pavel Petrov Viktor Melantyev Mikhail Pavlov | 1:34.69  | Allemagne Jan Vandrey Conrad-Robin Scheibner Tim Hecker Moritz Adam | 1:35.83  | Biélorussie Andrei Bahdanovich Evgeniy Tengel Maksim Krysko Vitali Asetski | 1:37.14  |

#### Kayak
| Épreuve     | Or                                                                            | Or       | Argent                                                                  | Argent   | Bronze                                                     | Bronze   |
| ----------- | ----------------------------------------------------------------------------- | -------- | ----------------------------------------------------------------------- | -------- | ---------------------------------------------------------- | -------- |
| K–1 200 m   | Liam Heath (GBR)                                                              | 34.86    | Strahinja Stefanović (SRB)                                              | 35.04    | Carlos Garrote (ESP)                                       | 35.12    |
| K–1 500 m   | Tom Liebscher (GER)                                                           | 1:35.04  | Mikita Borykau (BLR)                                                    | 1:35.19  | Maxim Spesivtsev (RUS)                                     | 1:35.49  |
| K–1 1000 m  | Bálint Kopasz (HUN)                                                           | 3:36.07  | Josef Dostál (CZE)                                                      | 3:37.31  | Fernando Pimenta (POR)                                     | 3:37.63  |
| K–1 5000 m  | Aleh Yurenia (BLR)                                                            | 19:54.07 | Max Hoff (GER)                                                          | 19:57.56 | Fernando Pimenta (POR)                                     | 20:19.94 |
| K–2 200 m   | Russie Yury Postrigay Alexander Dyachenko                                     | 33.05    | Pologne Piotr Mazur Bartosz Grabowski                                   | 33.10    | Hongrie Márk Balaska Levente Apagyi                        | 33.30    |
| K–2 500 m   | Biélorussie Stanislau Daineka Dzmitry Natynchyk                               | 1:33.13  | Espagne Pelayo Roza Pedro Vázquez                                       | 1:33.48  | Allemagne Marcus Gross Martin Hiller                       | 1:34.50  |
| K–2 1000 m  | Allemagne Max Hoff Jacob Schopf                                               | 3:20.53  | Espagne Francisco Cubelos Íñigo Peña                                    | 3:21.79  | France Cyrille Carré Étienne Hubert                        | 3:22.96  |
| K–4 500 m   | Allemagne Tom Liebscher Ronald Rauhe Max Rendschmidt Max Lemke                | 1:19.26  | Espagne Saúl Craviotto Carlos Arévalo Rodrigo Germade Marcus Walz       | 1:19.77  | Slovaquie Erik Vlček Adam Botek Csaba Zalka Samuel Baláž   | 1:20.96  |
| K–4 1000 m< | Allemagne Lukas Reuschenbach Felix Frank Jakob Thordsen Tobias-Pascal Schultz | 2:48.79  | Russie Vasily Pogreban Aleksei Vostrikov Oleg Siniavin Igor Kalashnikov | 2:49.78  | Slovaquie Gábor Jakubík Juraj Tarr Denis Myšák Ákos Gacsal | 2:50.44  |

### Femmes

#### Canoë
| Épreuve    | Or                          | Or       | Argent                            | Argent   | Bronze                                          | Bronze   |
| ---------- | --------------------------- | -------- | --------------------------------- | -------- | ----------------------------------------------- | -------- |
| C–1 200 m  | Nevin Harrison (USA)        | 49.30    | Olesia Romasenko (RUS)            | 49.74    | Alena Nazdrova (BLR)                            | 49.99    |
| C–1 500 m  | Alena Nazdrova (BLR)        | 2:00.73  | Ksenia Kurach (RUS)               | 2:01.64  | Anastasiia Chetverikova (UKR)                   | 2:03.83  |
| C–1 5000 m | Volha Klimava (BLR)         | 25:34.67 | María Mailliard (CHI)             | 25:56.41 | Zhang Yajue (CHN)                               | 26:14.90 |
| C–2 200 m  | Chine Lin Wenjun Zhang Luqi | 44.69    | Hongrie Kincső Takács Virág Balla | 45.16    | Ouzbékistan Dilnoza Rakhmatova Nilufar Zokirova | 46.60    |
| C–2 500 m  | Chine Sun Mengya Xu Shixiao | 2:02.81  | Hongrie Kincső Takács Virág Balla | 2:04.49  | Biélorussie Volha Klimava Nadzeya Makarchanka   | 2:07.74  |

#### Kayak
| Épreuves   | Or                                                                  | Or       | Argent                                                                             | Argent   | Bronze                                                                        | Bronze   |
| ---------- | ------------------------------------------------------------------- | -------- | ---------------------------------------------------------------------------------- | -------- | ----------------------------------------------------------------------------- | -------- |
| K–1 200 m  | Lisa Carrington (NZL)                                               | 39.39    | Marta Walczykiewicz (POL)                                                          | 41.33    | Emma Jørgensen (DEN)                                                          | 41.34    |
| K–1 200 m  | Lisa Carrington (NZL)                                               | 39.39    | Marta Walczykiewicz (POL)                                                          | 41.33    | Teresa Portela (ESP)                                                          | 41.34    |
| K–1 500 m  | Lisa Carrington (NZL)                                               | 1:55.76  | Volha Khudzenka (BLR)                                                              | 1:57.39  | Danuta Kozák (HUN)                                                            | 1:58.01  |
| K–1 1000 m | Tamara Csipes (HUN)                                                 | 4:07.90  | Justyna Iskrzycka (POL)                                                            | 4:09.26  | Lizzie Broughton (GBR)                                                        | 4:10.44  |
| K–1 5000 m | Dóra Bodonyi (HUN)                                                  | 22:03.23 | Tabea Medert (GER)                                                                 | 22:03.85 | Maryna Litvinchuk (BLR)                                                       | 22:04.08 |
| K–2 200 m  | Biélorussie Maryna Litvinchuk Volha Khudzenka                       | 36.21    | Slovénie Špela Ponomarenko Janić Anja Osterman                                     | 36.72    | Hongrie Blanka Kiss Anna Lucz                                                 | 36.97    |
| K–2 500 m  | Biélorussie Maryna Litvinchuk Volha Khudzenka                       | 1:42.55  | Pologne Karolina Naja Anna Puławska                                                | 1:43.34  | Slovénie Špela Ponomarenko Janić Anja Osterman                                | 1:44.21  |
| K–2 1000 m | Hongrie Erika Medveczky Réka Hagymási                               | 3:34.23  | Allemagne Tabea Medert Sarah Brüßler                                               | 3:35.59  | Mexique Karina Alanís Maricela Montemayor                                     | 3:40.91  |
| K–4 500 m  | Hongrie Dóra Bodonyi Erika Medveczky Tamara Csipes Alida Dóra Gazsó | 1:32.91  | Biélorussie Maryna Litvinchuk Volha Khudzenka Nadzeya Liapeshka Marharyta Makhneva | 1:33.69  | Pologne Karolina Naja Anna Puławska Katarzyna Kołodziejczyk Helena Wiśniewska | 1:34.77  |

### Canoë-kayak handisport
| Épreuve    | Or                                | Or      | Argent                          | Argent  | Bronze                          | Bronze       |
| ---------- | --------------------------------- | ------- | ------------------------------- | ------- | ------------------------------- | ------------ |
| Hommes KL1 | Péter Pál Kiss Hongrie            | 45.42   | Esteban Farias Italie           | 46.17   | Luís Cardoso da Silva Brésil    | 46.49        |
| Hommes KL2 | Curtis McGrath Australie          | 42.35   | Federico Mancarella Italie      | 42.80   | Scott Martlew Nouvelle-Zélande  | 43.51        |
| Hommes KL3 | Serhii Yemelianov Ukraine         | 40.03   | Leonid Krylov Russie            | 40.56   | Caio Riberio de Carvalho Brésil | 40.70        |
| Hommes VL1 | Mykola Fedorenko Ukraine          | 1:05.18 | Peter Happ Allemagne            | 1:07.81 | Robinson Méndez Chili           | 1:14.27      |
| Hommes VL2 | Luís Cardoso da Silva Brésil      | 51.68   | Norberto Mourao Portugal        | 52.82   | Jakub Tokarz Pologne            | 53.21        |
| Hommes VL3 | Curtis McGrath Australie          | 47.42   | Caio Riberio de Carvalho Brésil | 47.52   | Stuart Wood Grande-Bretagne     | 48.42        |
| Femmes KL1 | Maryna Mazhula Ukraine            | 55.99   | Edina Müller Allemagne          | 56.97   | Katherine Wollermann Chili      | 58.03        |
| Femmes KL2 | Charlotte Henshaw Grande-Bretagne | 47.62   | Emma Wiggs Grande-Bretagne      | 49.03   | Susan Seipel Australie          | 51.12        |
| Femmes KL3 | Shakhnoza Mirzaeva Ouzbékistan    | 47.29   | Laura Sugar Grande-Bretagne     | 47.32   | Shahla Behrouzirad Iran         | 48.96        |
| Femmes VL1 | Monika Seryu Japon                | 1:14.56 | Esther Bode Allemagne           | 1:35.66 | non décernée                    | non décernée |
| Femmes VL2 | Emma Wiggs Grande-Bretagne        | 56.10   | Susan Seipel Australie          | 57.74   | Maria Nikiforova Russie         | 59.24        |
| Femmes VL3 | Charlotte Henshaw Grande-Bretagne | 56.82   | Larisa Volik Russie             | 57.84   | Nataliia Lahutenko Ukraine      | 59.07        |